# 港鐵巴士T2線
港鐵巴士T2線是一條已停辦的港鐵臨時西鐵綫接駁巴士路線，行走兆康站（北）及屯門站之間，只在平日繁忙時間行駛，假日不提供服務。

## 歷史
- 2009年9月1日：由於九龍南綫通車，加上輕鐵南京浦鎮車輛當時尚未到港。港鐵為應付開學後，減輕對輕鐵造成壓力，因此開辦T2線以舒緩客量。由9月1日起投入服務，班次是25分鐘一班。
- 2009年10月5日：T2調整班次至30分鐘一班。
- 2009年12月7日：T2調整班次至40分鐘一班。
- 2010年3月14日：506、K51、K52、K53、K58、T2因應屯門站搬遷修改行車路線及車站位置。
- 2010年3月22日：由於第四輛輕鐵南京浦鎮車輛（編號1114）投入服務，本線按照計劃在即日正式取消，不再提供服務。

## 服務時間及班次
星期一至星期五兆康站（北）開：07:00、07:40、08:20、09:00 
星期六、日及公眾假期暫停服務。

## 客量
本線客量非常低，全車只有少量中學生乘搭，有時更全車沒有人。

## 收費
- 全程收費：$3.7
- 小童或長者：$1.8
- 學生或殘疾人士（只限八達通）：$1.8 
  - 此線所有巴士均接受八達通卡付款；上車付款，不設找續。

## 八達通轉乘優惠
乘客憑同一張八達通卡，可享有以下轉乘優惠： 
西鐵綫或輕鐵乘客於出站後60分鐘內轉乘本線，可免費乘車。 
本線乘客於上車後60分鐘內，轉乘西鐵綫或輕鐵時，可扣減第一程車資。 
持有有效屯門—南昌全月通、屯門—紅磡全月通或屯門—南昌全日通車票，可免費乘搭本線。

## 特別之處
- 由城巴派車，港鐵營運。
- 由城巴司機駕車。

## 行走路線
行走路線與輕鐵505綫兆康站至輕鐵屯門站一段相近。
| 论 编                                                                                             | 港鐵巴士T2綫（兆康站（北）↺ 屯門站） |  |
|                                                                                                   |                                      |  |
| 兆康站（北）→兆康苑→輕鐵麒麟站→寶怡花園→良景邨→輕鐵新圍站→輕鐵石排站→輕鐵鳴琴站→輕鐵建安站→屯門站 |                                      |  |
|                                                                                                   |                                      |  |

## 資料來源
- （页面存档备份，存于）